# Distrito de Naryn
El distrito de Naryn (en kirguís: Нарын району) es uno de los rayones (distrito) de la provincia de Naryn en Kirguistán. Tiene como capital la ciudad de Naryn.
- Datos: Q879079